# Charles Bernstein (auteur)
Pour les articles homonymes, voir Charles Bernstein et Bernstein.
Charles Bernstein, né le 4 avril 1950 à New York, est un  poète, dramaturge, librettiste, essayiste, critique littéraire, éditeur, traducteur américain et professeur de littérature américaine.
Il est membre de l'American Academy of Arts & Sciences depuis 2006. Il est professeur de littérature anglaise et de littérature comparée à l'université de Pennsylvanie.
Il est le cofondateur du Electronic Poetry Center (en) de la State University of New York à Buffalo et du magazine de l'avant garde poétique américaine L=A=N=G=U=A=G=E (en).

## Biographie

### Jeunesse et formation

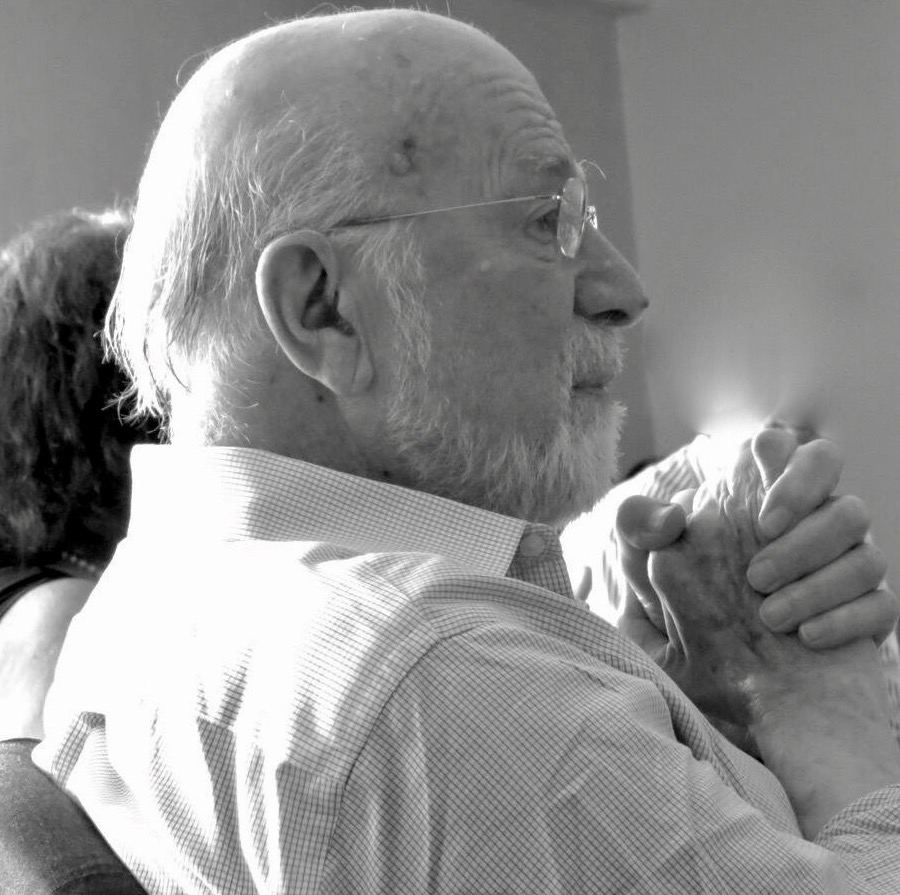
Stanley Cavell photographié à Paris, en 2015

Charles Bernstein est issu d'une famille juive new-yorkaise originaire de la Russie, il est le fils de Herman Bernstein, un tailleur / couturier et de Sherry Bernstein. Après ses études secondaires, Charles Bernstein  est accepté par la Bronx High School of Science puis à l'université Harvard, où il étudie la philosophie avec Stanley Cavell, sa thèse de doctorat a pour thématique Gertrude Stein et Ludwig Wittgenstein,.
Lors de son adolescence et pendant ses études universitaires, Charles Bernstein a été influencé par Gertrude Stein et Ludwig Wittgenstein ainsi que par ses nombreux échanges avec ses amis poètes Robin Blaser (en)et Ron Silliman qu'il avait rencontré lors d'un séjour sur la côte ouest, à Vancouver. Blaser et Silliman ont encouragé Bernstein à découvrir et travailler la poésie américaine de l'après-guerre,,.
Il est également influencé par la poésie russe futuriste.

### Carrière
Dès le milieu des années 1970, Charles Bernstein se fait connaitre sur la scène de l'avant-garde poétique aussi bien à New York qu'à San Francisco, non seulement en tant que poète mais aussi en tant qu'éditeur, directeur de la publication et théoricien, Avec son épouse Susan Bee (en), de nombreux poètes faisant partie du groupe Language poets (en).
Entre les années 1978-1981, Charles Bernstein fonde avec le poète Bruce Andrews (en) la revue L=A=N=G=U=A=G=E, revue qui devient le porte parole de l'avant garde poétique,.
Avec Loss Pequeño Glazier (en), il fonde en 1995 l'Electronic Poetry Center, l'un des premiers sites en ligne consacrés à la poésie,.
Charles Bernstein a écrit de nombreux articles pour la revue "on line" Jacket2.

Charles Bernstein avec Patricia Spears Jones (à gauche) à Kelly's Writers House en 2016.

La poésie de Charles Bernstein et des poètes publiés dans la revue L=A=N=G=U=A=G=E est une réaction à la prédominance du style lyrique des années 1970 et 80. Lyrisme et versification lui apparaissent comme les spécificités de la culture officielle de la poésie. D'après lui ce qui intègre la poésie lyrique à la culture officielle c'est qu'elle est devenue une poésie subventionnée, légitimée par les grands média, poétique domestiquée niant la poésie comme production sociale, niant la force de la créativité, de la subjectivité.
Charles Bernstein revendique une esthétique poétique centrée sur le mot, comme acte politique et social tout en se méfiant de tout néo-académisme de toute dogmatique rhétorique. Dans ses essais, il examine les interactions entre le monde environnant et la langue, les interactions entre les pratiques locales et l'environnement socio-culturel. Ainsi, sa poésie manie l'humour, le non-sens comme défi à l'ordre grammatical et académique. Il utilise pour ses poèmes le plus de matériau possible , cela va des ordures aux ordinateurs, de Verdi au postmodernisme.
Selon Anne Mack, les poèmes de Charles Bernstein utilisent et entrecroisent des idées actuelles avec celles du passé.
Charles Bernstein explore aussi les auteurs, auteurs interprètes et interprètes des chansons de Broadway, des chanteurs de blues et des comédiens comme Henny Youngman, Marx Brothers, George Burns et Gracie Allen, Fanny Brice, Charlie Patten, Robert Johnson, Oscar Hammerstein II, Cole Porter, etc.

### Vie personnelle
Charles Bernstein épouse la peintre Susan Bee (en) en 1968, ils ont deux enfants : Felix (1992) et Emma (1985-2008).
Bernstein vit dans le Upper West Side de New York avec son épouse Susan Bee
Depuis qu'il est professeur à l'université de Pennsylvanie, Charles Bernstein habite dans la Walnut Street (Philadelphia) (en)

## Archives
Les archives de Charles Bernstein sont déposées à la Bibliothèque Beinecke de livres rares et manuscrits de l'Université Yale.

## Œuvres

### Essais
- Poetic Justice, Baltimore, Maryland, Pod Books, 1979, 48 p. (ISBN 9780905351070, OCLC 6523179),
- The Sophist, Salt Publishing, 1986, rééd. 15 août 2004, 200 p. (ISBN 978-1-84471-000-3),
- Content's Dream : Essays 1975-1984, Los Angeles, Californie, Sun & Moon Press, coll. « Avant-Garde & Modernism Studies » (réimpr. 1994, 2001) (1re éd. 1986), 476 p. (ISBN 9780940650565, OCLC 461781240, lire en ligne),
- Artifice Of Absorption, Singing Horse Press, 1987, 71 p. (ISBN 978-0-935162-07-3),
- The Politics of Poetic Form : Poetry and Public Policy, Roof Books, 1er janvier 1989, 246 p. (ISBN 978-0-937804-35-3),
- A Poetics, Cambridge, Massachusetts, Harvard University Press (réimpr. 1999) (1re éd. 1992), 244 p. (ISBN 9780674678545, OCLC 23766137, lire en ligne),
- Attack of the Difficult Poems : Essays and Inventions, Chicago, Illinois, University of Chicago Press, 2011, 300 p. (ISBN 9780226044767, OCLC 666234910, lire en ligne),
- Pitch of Poetry, Chicago, Illinois, University of Chicago Press, 2016, 352 p. (ISBN 978-0-226-33208-6),

### Recueils de poésie
- Charles Bernstein et Susan Bee, Asylums, New York, Asylums Press, 1976, 36 p. (OCLC 2973911),
- Shade, College Park, Maryland, Sun & Moon Press, coll. « Sun & Moon contemporary literature series, » (no 1), 1978, 63 p. (OCLC 5316558),
- Disfrutes, Peter Ganick, publisher, 1979, 28 p. (OCLC 10364866)
- Controlling Interests, New York, Segue Foundation, coll. « Roof Books » (réimpr. 2014) (1re éd. 1980), 79 p. (ISBN 9780937804032, OCLC 7151644)
- Islets/Irritations, Roof Books, 1983, rééd. 1 janvier 1992, 101 p. (ISBN 978-0-937804-47-6),
- Poems of the Nude Formalism, Sun and Moon Press, 28 janvier 1989, 20 p. (ISBN 978-1-55713-092-1),
- Rough Trades, Sun and Moon Press, 12 décembre 1989, 106 p. (ISBN 978-1-55713-080-8),
- The Absent Father in Dumbo, Zasterle Press, 1er décembre 1990, 37 p. (ISBN 978-84-87467-03-5),
- Dark City, Sun and Moon Press, 31 décembre 1994, 146 p. (ISBN 978-1-55713-162-1),
- Republics of Reality : 1975-1995, Green Integer, 1er novembre 1996, 380 p. (ISBN 978-1-55713-304-5, lire en ligne),
- Log Rhythms  (ill. Susan Bee), Granary Books, 1er janvier 1998, 18 p. (ISBN 978-1-887123-25-9),
- My Way : Speeches and Poems, Chicago, Illinois, University of Chicago Press (réimpr. 2010, 2014) (1re éd. 1999), 340 p. (ISBN 9780226044101, OCLC 1404145072, lire en ligne),
- With Strings, University of Chicago Press, 1er décembre 2001, 139 p. (ISBN 978-0-226-04460-6, lire en ligne),
- Girly Man, Chicago, Illinois, University of Chicago Press (réimpr. 2008) (1re éd. 2006), 208 p. (ISBN 9780226044064, OCLC 64442821, lire en ligne),
- All the Whiskey in Heaven : Selected Poems, New York, Farrar, Straus and Giroux (réimpr. 2012) (1re éd. 2010), 330 p. (ISBN 9780374103446, OCLC 699532331, lire en ligne),
- Recalculating, Chicago & Londres, University of Chicago Press (réimpr. 2018) (1re éd. 2012), 216 p. (ISBN 9780226925288, OCLC 940738577, lire en ligne),
- Near/Miss, Chicago/London, University of Chicago Press, 25 octobre 2018, 192 p. (ISBN 978-0-226-57069-3, lire en ligne),

### Librettiste et dramaturge
- Charles Bernstein et Brian Ferneyhough, Shadowtime, Green Integer, 1er juillet 2005, 112 p. (ISBN 978-1-933382-00-5),
- Blind Witness : Three American Operas, Factory School, 1er juin 2008, 110 p. (ISBN 978-1-60001-993-7),

### Traductions
- Red, Green, and Black, de Olivier Cadiot, éd. Potes & Poets, 1990,
- The Maternal Drape, de Claude Royet-Journoud, éd. Awede Press, 1984.

### Entretiens
- Barbara Abad, Marie-Thérèse Tseng et François Paré, « Pour une critique de l'ordinaire. Entretien avec Charles Bernstein », Études françaises, vol. 33, no 2,‎ automne 1997, p. 7-20 (lire en ligne),

### Articles
- « State of the Art », Conjunctions, no 17,‎ 1991, p. 199-206 (8 pages) (lire en ligne ),
- « On Poetry, Language, and Teaching: A Conversation with Charles Bernstein », boundary 2, vol. 23, no 3,‎ automne 1996, p. 45-66 (22 pages) (lire en ligne ),
- « A Blow Is like an Instrument », Daedalus, vol. 126, no 4,‎ 1997, p. 177-200 (24 pages) (lire en ligne ),
- « Making Audio Visible: The Lessons of Visual Language for the Textualization of Sound », Text, vol. 16,‎ 2006, p. 277-289 (13 pages) (lire en ligne ),
- « Disfiguring Abstraction », Critical Inquiry, vol. 39, no 3,‎ printemps 2013, p. 486-497 (12 pages) (lire en ligne ),

## Prix et distinctions
- 1985 : boursier de la Fondation Guggenheim[13],
- 1979 : lauréat du prix du National Endowment for the Arts[14],
- 2006 : réception comme membre de l'American Academy of Arts & Sciences[15],
- 2019 : lauréat du Bollingen Prize (en), décerné par l'université Yale, mention poésie[16],[17],

### Essais
- (en-GB) William Allegrezza, The Salt Companion to Charles Bernstein, Londres, Salt Publishing, 2011, 394 p. (ISBN 9781844714858, OCLC 701021037, lire en ligne),

### Articles anglophones
- Anne Mack, J. J. Rome et Georg Mannejc, « Private Enigmas and Critical Functions, with Particular Reference to the Writing of Charles Bernstein », New Literary History, vol. 22, no 2,‎ printemps 1991, p. 441-464 (24 pages) (lire en ligne ). ,
- Tenney Nathanson, « Collage and Pulverization in Contemporary American Poetry: Charles Bernstein's "Controlling Interests" », Contemporary Literature, vol. 33, no 2,‎ été 1992, p. 302-318 (17 pages) (lire en ligne ),
- Hank Lazer, « Charles Bernstein's Dark City: Polis, Policy, and the Policing of Poetry », The American Poetry Review, vol. 24, no 5,‎ septembre / octobre 1995, p. 35-44 (10 pages) (lire en ligne ),
- Loss Pequeño Glazier, « An Autobiographical Interview with Charles Bernstein », boundary 2, vol. 23, no 3,‎ automne 1996, p. 21-43 (23 pages) (lire en ligne ),
- Allison M. Cummings, Rocco Marinaccio et Charles Bernstein, « An Interview with Charles Bernstein », Contemporary Literature, vol. 41, no 1,‎ printemps 2000, p. 1-21 (22 pages) (lire en ligne ),
- David Caplan et Charles Bernstein, « A Conversation with Charles Bernstein », The Antioch Review, vol. 62, no 1,‎ hiver 2004, p. 131-141 (11 pages) (lire en ligne ),
- Hélène Aji, « “Writing (as) (and) thinking”: Charles Bernstein's Work “in” Language », Études anglaises, vol. 59,‎ mars 2006, p. 341-355 (14 pages) (lire en ligne),
- John Timberman Newcomb, « A Response to Charles Bernstein », American Literary History, vol. 20, nos 1/2,‎ printemps - été 2008, p. 369-380 (12 pages) (lire en ligne ),
- Jay Sanders, « Charles Bernstein by Jay Sanders », Bomb Magazine,‎ 1er avril 2010 (lire en ligne),
- Charles Bernstein et Penelope Galey-Sacks, « Poetry's club-foot: process, faktura, intensification », Études anglaises, vol. 65,‎ février 2012, p. 135-148 (13 pages) (lire en ligne),
- Robert Zamsky, « Ezra Pound and Charles Bernstein: Opera, Poetics, and the Fate of Humanism », Texas Studies in Literature and Language, vol. 55, no 1,‎ printemps 2013, p. 100-124 (25 pages) (lire en ligne )
- David Kaufmann, « Two or Three Things I Know About Charles Bernstein », Shofar, vol. 32, no 2,‎ hiver 2014, p. 73-87 (15 pages) (lire en ligne ),
- Michael Reid Busk, « Rag-and-Bone Angel: The Angelus Novus in Charles Bernstein's Shadowtime », Journal of Modern Literature, vol. 37, no 4,‎ été 2014, p. 1-15 (15 pages) (lire en ligne ),
- Enikő Bollobás, « In Borrowed Words and Through Recycled Attentions », Hungarian Journal of English and American Studies (HJEAS), vol. 22, no 2,‎ 2016, p. 403-414 (12 pages) (lire en ligne ),

### Articles francophones
- Isabelle Alfandary, « Machine à suspens : Recantorium de Charles Bernstein », Revue française d’études américaines, no 121,‎ mars 2009, p. 84-94 (10 pages) (lire en ligne),